# Louis Rouffe
Louis Rouffe, né à La Tour-d'Aigues le 10 avril 1849 et mort à Marseille le 21 décembre 1885, est un mime français, successeur de Charles Deburau (1829-1873). Il fit l'essentiel de sa carrière à l'Alcazar de Marseille, où la pantomime, en déclin dans le reste de la France, connaissait un grand succès.
Il est le père de l'actrice Alida Rouffe, rendue célèbre par les films de Marcel Pagnol.

## Biographie

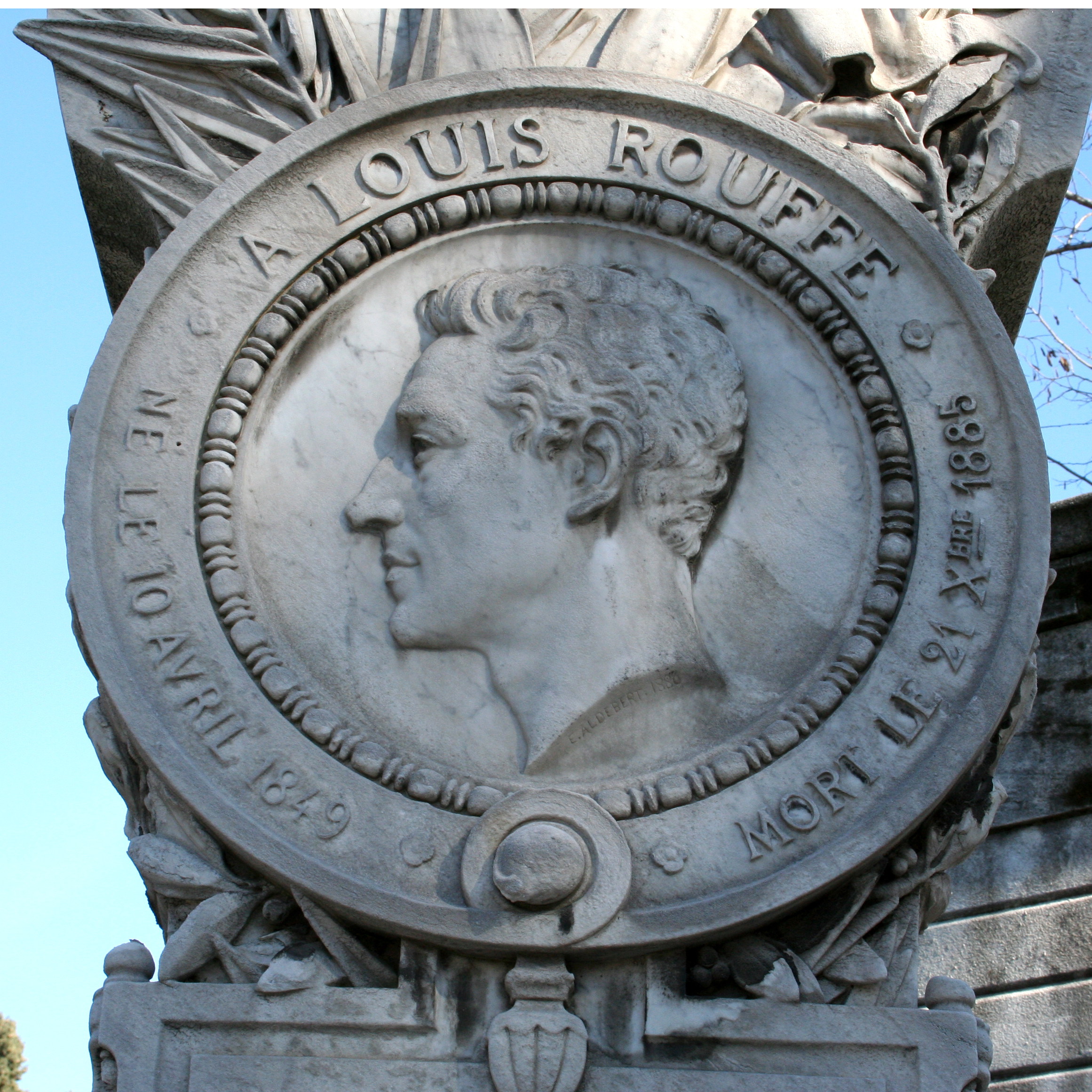
Médaillon du monument funéraire de Louis Rouffe au Cimetière Saint-Pierre de Marseille, œuvre du sculpteur Émile Aldebert.

Louis Auguste César Rouffe est né le 10 avril 1849 à La Tour-d'Aigues, dans le Vaucluse, où ses parents, artistes ambulants, se trouvaient de passage (son père est dentiste). Il fut confié à une de ses sœurs à Marseille. Après la fin de ses études au Lycée Thiers, à dix-sept ans, il débuta dans la comédie, puis dans le mime. Le directeur de l'Alcazar l'engagea en 1872 pour remplacer Charles Deburau, qui avait quitté Marseille en avril 1871, après trois ans de succès.
Deburau, mourant, appela Rouffe à Bordeaux pour le remplacer à la tête de l'Alcazar du Quartier de La Bastide. Louis Rouffe y fit la saison 1873-1874 et y vit naître sa fille Alida en mars 1874. Il revint à l'Alcazar de Marseille en juin 1874.
Pendant dix ans, il connut un grand succès comme Pierrot, portant parfois seulement le maquillage blanc. Il était aussi directeur de la troupe, professeur et metteur en scène de ses spectacles, qui bénéficiaient parfois de livrets d'Horace Bertin. L'été, sa troupe se produisait dans les villes du sud de la France, entre Nice et Bordeaux.
Il se marie le 2 décembre 1875 à Marseille avec Joséphine Gaudefrin (1852-1920), fille d'horloger et artiste lyrique. Cela permet ainsi à leur fille Alida, née hors-mariage, d'être légitimée. Les témoins du marié sont Esprit Comy, le directeur de l'Alcazar, et Thémistocle Onofri, un artiste mimique.
Le 3 mars 1879, il signe comme témoin sur l'acte de naissance à Marseille de Caroline Louise Alice Brébion, fille de Paula Brébion et d'un père inconnu, née au 48 rue Curiol.
En 1881, bien que marié depuis 6 ans, il vit au 34 rue de la République à Marseille avec Paula Brébion et leur domestique.
La tuberculose mit un terme à sa carrière : après quelques mois de repos à Alger, il remonta sur scène pour jouer une dernière fois son répertoire en septembre 1885.
Il mourut le 21 décembre 1885 à son domicile du 34 rue Curiol à trois heures du matin. C'est son collègue artiste mime comme lui, Pierre Barbarini, qui déclare son décès à l'état civil avec Claude Didier, un voisin horloger. Plus de dix mille personnes l'accompagnèrent au Cimetière Saint-Pierre. La presse marseillaise organisa une souscription publique pour lui élever un monument, œuvre de l'architecte Joseph Letz (1838-1890), avec un médaillon d'Émile Aldebert.
Sa veuve se remarie le 15 septembre 1888 à Marseille avec Pierre Chaudet, artiste lyrique, né en 1854 à Carcassonne.